# Mainstream Top 40
Mainstream Top 40, również Pop Airplay, Pop Songs lub Top 40/CHR – cotygodniowa lista przebojów tworzona przez amerykański tygodnik branżowy „Billboard”. Prezentuje 40 najczęściej odtwarzanych utworów w najpopularniejszych 40 stacjach radiowych Stanów Zjednoczonych.

## Historia
Lista zadebiutowała 3 października 1992, a pierwszym utworem numer jeden została piosenka zespołu Boyz II Men pt. „End of the Road”. Magazyn tworzył notowania na podstawie danych zebranych poprzez Broadcast Data Systems. Była ona publikowana w formie drukowanej od października 1992 do maja 1995, kiedy została przeniesiona do Airplay Monitor, drugorzędnej publikacji „Billboardu”. Od 2 sierpnia 2003 jest ponownie dostępna w formie drukowanej.
19 października 2017 współprowadzący listy, Gary Trust i Trevor Anderson opublikowali listę 100 najpopularniejszych utworów i 50 najlepszych wykonawców wszech czasów (na Pop Airplay). Piosenką numer jeden okazał się utwór „Another Night” Reala McCoya, a najpopularniejszą artystką Rihanna.